# The Real Frank Zappa Book
The Real Frank Zappa Book je autobiografie a paměti Franka Zappy, amerického experimentálního hudebníka a multiinstrumentalisty z roku 1989. Knihu napsali Frank Zappa a Peter Occhiogrosso. V česku knihu vydalo Sdružení přátel Pana Honkera v roce 1990.

## Kapitoly

### Anglické
1. INTRODUCTION Book? What book?
2. How Weird Am I, Anyway?
3. There Goes the Neighborhood
4. An Alternative to College
5. Are We Having a Good Time Yet?
6. The Log Cabin
7. Send In the Clowns
8. Drool, Britannia
9. All About Music
10. A Chapter for My Dad
11. The One You've Been Waiting For
12. Sticks & Stones
13. America Drinks and Goes Marching
14. All About Schmucks
15. Marriage (as a Dada Concept)
16. "Porn Wars"
17. Church and State
18. Practical Conservatism
19. Failure
20. The Last Word